# Grand Prix du canton d'Argovie
Le Grand Prix du canton d'Argovie est une course cycliste suisse. Il s'agit de la course d'un jour suisse la plus importante depuis la disparition du Championnat de Zurich. Disputée pour la première fois en 1964, elle fait partie de l'UCI Europe Tour, en catégorie 1.1. Comme son nom l'indique, elle est disputée dans le canton d'Argovie, sur un circuit d'une vingtaine de kilomètres autour du village de Gippingen, dans la commune de Leuggern.

## Palmarès
| Année | Vainqueur             | Deuxième              | Troisième                   |
| ----- | --------------------- | --------------------- | --------------------------- |
| 1964  | Jan Lauwers           | Georges Vandenberghe  | Sylvain Henckaerts          |
| 1965  | Jean Stablinski       | Dieter Kemper         | Werner Weber                |
| 1966  | Wilfried Peffgen      | Tom Simpson           | Dieter Kemper               |
| 1967  | Edward Sels           | Herman Vrancken       | Giampiero Macchi            |
| 1968  | Willy Vekemans        | Etienne Buysse        | Pierre Vreys                |
| 1969  | Walter Godefroot      | Erich Spahn           | Jean Ronsmans               |
| 1970  | Eric De Vlaeminck     | Frans Kerremans       | Maurice Dury                |
| 1971  | Michel Périn          | Jean-Pierre Berckmans | Wim Prinsen                 |
| 1972  | Georges Pintens       | Karl-Heinz Muddemann  | Arthur Van De Vijver        |
| 1973  | Marino Basso          | Herman Van Springel   | Alessio Peccolo             |
| 1974  | Giacinto Santambrogio | Marcello Osler        | Martín Emilio Rodríguez     |
| 1975  | André Dierickx        | Dietrich Thurau       | Valerio Lualdi              |
| 1976  | Roy Schuiten          | Jan Raas              | Pol Verschuere              |
| 1977  | Dietrich Thurau       | Michel Pollentier     | Roland Salm                 |
| 1978  | Simone Fraccaro       | Paul Wellens          | Francesco Moser             |
| 1979  | Giuseppe Saronni      | Claudio Torelli       | Paul Wellens                |
| 1980  | Patrick Pevenage      | Willy Teirlinck       | Piet van Katwijk            |
| 1981  | Daniel Gisiger        | Philippe Vandeghinste | Luciano Rui                 |
| 1982  | Jacques Hanegraaf     | Adrie van der Poel    | Luc Govaerts                |
| 1983  | Siegfried Hekimi      | Bernard Gavillet      | Daniel Gisiger              |
| 1984  | Ferdi Van Den Haute   | Jos Lieckens          | Pierino Gavazzi             |
| 1985  | Urs Freuler           | Eric Mächler          | Giuseppe Martinelli         |
| 1986  | Frank Hoste           | Peter Stevenhaagen    | Gilbert Glaus               |
| 1987  | Adrie van der Poel    | Frans Maassen         | Omar Häfliger               |
| 1988  | Arjan Jagt            | Flavio Chesini        | Frank Hoste                 |
| 1989  | Paolo Rosola          | Urs Freuler           | Stefan Joho                 |
| 1990  | Adrie van der Poel    | Werner Wüller         | Carlo Bomans                |
| 1991  | Sammie Moreels        | Etienne De Wilde      | Rudy Verdonck               |
| 1992  | Uwe Ampler            | Dominique Arnould     | Dante Rezze                 |
| 1993  | Gianni Bugno          | Claudio Chiappucci    | Prudencio Indurain          |
| 1994  | Pascal Richard        | Armand de Las Cuevas  | Rudy Verdonck               |
| 1995  | Pascal Richard        | Arvis Piziks          | Steffen Wesemann            |
| 1996  | Fabrizio Guidi        | Abraham Olano         | Bjarne Riis                 |
| 1997  | Udo Bölts             | Andreï Tchmil         | Dimitri Konyshev            |
| 1998  | Michele Bartoli       | Sergueï Ivanov        | Oscar Camenzind             |
| 1999  | Romāns Vainšteins     | Gabriele Missaglia    | Gorazd Štangelj             |
| 2000  | Steffen Wesemann      | Stefano Garzelli      | Laurent Dufaux              |
| 2001  | Karsten Kroon         | Alberto Elli          | Jakob Piil                  |
| 2002  | Giuseppe Palumbo      | Alberto Ongarato      | Paolo Lanfranchi            |
| 2003  | Martin Elmiger        | Paolo Bettini         | Sergueï Ivanov              |
| 2004  | Matteo Tosatto        | Markus Zberg          | Martin Elmiger              |
| 2005  | Alexandre Moos        | Jan Ullrich           | Marcel Strauss              |
| 2006  | Beat Zberg            | Nick Nuyens           | Grégory Rast                |
| 2007  | John Gadret           | Raffaele Ferrara      | Tomasz Marczyński           |
| 2008  | Lloyd Mondory         | Martin Elmiger        | Thomas Lövkvist             |
| 2009  | Peter Velits          | Ben Hermans           | Heinrich Haussler           |
| 2010  | Kristof Vandewalle    | Emanuele Sella        | Heinrich Haussler           |
| 2011  | Michael Albasini      | Giovanni Visconti     | Stefan Schumacher           |
| 2012  | Sergueï Lagoutine     | Vladimir Gusev        | Georg Preidler              |
| 2013  | Michael Albasini      | Jonathan Hivert       | Marco Frapporti             |
| 2014  | Simon Geschke         | Silvan Dillier        | Jérôme Baugnies             |
| 2015  | Alexander Kristoff    | Michael Albasini      | Davide Appollonio           |
| 2016  | Giacomo Nizzolo       | Andrea Pasqualon      | David Tanner                |
| 2017  | Sacha Modolo          | John Degenkolb        | Niccolo Bonifazio           |
| 2018  | Alexander Kristoff    | Francesco Gavazzi     | Marco Canola                |
| 2019  | Alexander Kristoff    | Andrea Pasqualon      | Reinardt Janse van Rensburg |
| 2020  | Annulé                | Annulé                | Annulé                      |
| 2021  | Ide Schelling         | Rui Costa             | Esteban Chaves              |
| 2022  | Marc Hirschi          | Maximilian Schachmann | Andreas Kron                |
| 2023  | Thibau Nys            | Marc Hirschi          | Pello Bilbao                |
| 2024  | Maxim Van Gils        | Alberto Bettiol       | Roger Adrià                 |
| 2025  | Neilson Powless       | Thibau Nys            | Jan Christen                |

## Victoires par pays
| Pays        | Nb |
| ----------- | -- |
| Belgique    | 14 |
| Italie      | 12 |
| Suisse      | 11 |
| Pays-Bas    | 7  |
| Allemagne   | 6  |
| France      | 4  |
| Norvège     | 3  |
| États-Unis  | 1  |
| Lettonie    | 1  |
| Slovaquie   | 1  |
| Ouzbékistan | 1  |